# Peter Knowles
Peter Knowles (nacido el 30 de septiembre de 1945) es un exfutbolista profesional inglés que jugó como delantero. Pasó su carrera en Wolverhampton Wanderers, donde se convirtió en un jugador popular, anotando alrededor de 101 goles en todas las competiciones. Terminó voluntariamente su carrera futbolística en 1970 después de convertirse en testigo de Jehová. Es hijo del jugador de la liga de rugby Cyril Knowles, y hermano menor del también futbolista profesional Cyril Barry Knowles .

## Trayectoria

### Carrera temprana
Knowles nació en Fitzwilliam , Yorkshire del Oeste , en una familia que originalmente estaba orientada hacia el rugby league, ya que su padre jugaba para el Wakefield Trinity. Sin embargo, el deporte principal de la familia cambió rápidamente al fútbol, ya que él y su hermano, Cyril Knowles, demostraron tener un importante talento futbolístico. El talento de Peter fue descubierto por Wath Wanderers, un equipo  que entrenaba a jugadores juveniles principalmente para Wolverhampton Wanderers. En 1961, a los 16 años, Knowles pasó un año con el equipo juvenil, jugando bajo la supervisión del entrenador de Wath, Mark Crook. Knowles rápidamente llamó la atención de los Wolves, quienes en 1962 firmaron al joven de 17 años con un contrato de seis años.

### Wolverhampton Wanderers
El equipo de los Wolves al que se unió apenas comenzaba a perder su posición en la cima del fútbol inglés. Por ello, el técnico Stan Cullis le hizo debutar a principios de la temporada 1963-64 , en una victoria sobre el Leicester City. Marcó su primer gol un partido después, contra el Bolton Wanderers en el empate 2-2.
En la temporada 1964-65, los Wolves descendieron al penúltimo lugar. Sin embargo, fue esa temporada la que vio a Knowles emerger como un futbolista de primer nivel. El adolescente terminó la temporada con seis goles y asistió a muchos otros. A pesar de su buena forma con los Wolves, se sintió decepcionado por el descenso y pidió un traspaso. Esta solicitud fue rechazada, lo que permitió a Knowles aprovechar su éxito en los Wolves. La partida de Stan Cullis, el hombre que originalmente le dio a Knowles su oportunidad, fue un factor en su solicitud de dejar Molineux. Ronnie Allen reemplazó a Cullis en el trabajo.
En la temporada 1965-66, rápidamente se hizo evidente que Knowles estaba un nivel por encima de todos los demás jugadores de Segunda División. Entre un puñado de goles, anotó dos hat-tricks al principio de la temporada contra Carlisle United y Derby County, lo que lo convirtió de alguna manera en el máximo goleador del club. Sin embargo, su buena forma se vio interrumpida, ya que sufrió la primera gran lesión de su carrera. A pesar de perderse varios partidos, logró terminar la temporada con 19 goles. De manera frustrante para Knowles, los Wolves no lograron ascender esa temporada, condenándolo a otra temporada de fútbol de Segunda División. Permaneció en Molineux y en la temporada 1966-67 el Wolves acabó subcampeón de Segunda División y consiguió el ascenso a Primera División.
En su regreso a Primera División volvió a sufrir problemas de lesiones, disputando sólo 21 partidos y ocho goles. Sin embargo, más adelante esa temporada, Knowles fue compensado con una convocatoria a la selección de Inglaterra sub-23.
En una medida de la FIFA para crear conciencia sobre el "fútbol" en Estados Unidos, se celebró una miniliga en la que varios equipos de Gran Bretaña fueron a Estados Unidos para representar a diferentes estados. Los Wolves representaron a Los Ángeles y Knowles participó en el equipo mientras ganaban su liga. Knowles, de 21 años, marcó varios goles en el torneo.
La temporada 1967-68 trajo un nuevo compañero de ataque para Knowles, en la forma de Derek  Dougan. Knowles, ahora un jugador establecido, tuvo un buen desempeño en la máxima categoría con Dougan, logrando evitar por poco el descenso. Knowles, entre los goleadores de los Wolves detrás de Dougan con 17 y por delante de Frank Wignall, que fue contratado procedente de Nottingham con nueve goles, logró 12 goles durante la temporada, lo que llevó al joven de 22 años a recibir tres partidos internacionales sub-23 más . Con la Copa del Mundo de 1970 en México acercándose rápidamente, Knowles buscó alejarse de los Wolves. Su solicitud fue nuevamente rechazada por el manager Allen.
En la temporada 1968-69, los Wolves terminaron 16º en la tabla, siendo Knowles el segundo mejor goleador del club detrás de Dougan con 11 goles. En el verano siguiente, Knowles viajó una vez más a los Estados Unidos para jugar en una liga promocional. Esta vez, los Wolves representaron a Kansas City. Knowles anotó cinco en el torneo, ayudando a los Wolves a conseguir su segunda victoria estatal.

### Retiro
A su regreso a Gran Bretaña, Knowles hizo un anuncio que hizo que su carrera diera un giro dramático e inesperado. Se convirtió en testigo de Jehová y, en sus propias palabras: "Seguiré jugando al fútbol por el momento, pero he perdido mi ambición. Aunque todavía hago lo mejor que puedo en el campo, necesito más tiempo para aprender acerca de la Biblia y estoy pensando en retirarme del fútbol." A pesar de esto, los Wolves tuvieron un gran comienzo la temporada 1969-70 , ganando los primeros cuatro partidos y Knowles anotó en los primeros tres. Siguieron dos empates en casa y una derrota fuera de casa en Coventry. El octavo partido de la temporada, un empate 3-3 en casa contra Nottingham Forest, fue el último partido que jugó Knowles.
Knowles ya estaba retirado del fútbol y el sueño de ganar un partido internacional con Inglaterra nunca se haría realidad. Pero una sucesión de entrenadores de los Wolves mantuvo la esperanza de que Knowles algún día regresara al juego, y permaneció bajo contrato en el club durante los siguientes 12 años. En 1982, sin embargo, el nuevo manager Graham Hawkins admitió que Knowles nunca volvería y rápidamente rescindió el contrato del jugador de 36 años.
En 1991, el músico folk Billy Bragg lanzó la canción "God's Footballer", que muchos vieron como una referencia directa a Knowles. La canción apareció en el álbum de Bragg Don't Try This at Home.
Tras su retirada del fútbol, Knowles trabajó como lechero, limpiacristales y en el almacén de Marks & Spencer. Knowles ha declarado constantemente que nunca se arrepintió de haber dejado el fútbol.